# Andrena himalayaensis
Andrena himalayaensis là một loài Hymenoptera trong họ Andrenidae. Loài này được Wu mô tả khoa học năm 1982.